# 2061: Tretja odiseja
‎2061: Tretja odiseja (angleško 2061: Odyssey Three) je znanstvenofantastični roman iz niza romanov Vesoljska odiseja angleškega pisatelja, futurologa in izumitelja Arthurja Charlesa Clarkea iz leta 1987.
Ker je niz Odisej tesno povezan z Jupitrom in njegovimi lunami, je hotel Clarke počakati s pisanjem tretjega dela, dokler ne bi odprava brez posadke plovila Galileo vrnila pridobljene opazovalne podatke. Zaradi nesreče raketoplana Challenger 28. januarja 1986 so izstrelitev sonde prestavili in do leta 1995 ne bi prišla v Jupitrov sistem. Odločil se je, da ne bo čakal in se je zgledoval po prihodu Halleyjevega kometa v prisončje leta 1986 ter se vsebinsko osredotočil na ponovni kometov prisončni prihod leta 2061.